# Shinchō Kōki
Shinchō Kōki (信長公記 (Tín Trường công ký)) là cuốn biên niên sử về Oda Nobunaga, được biên soạn vào đầu thời kỳ Edo dựa trên những ghi chép từ viên tùy tướng dưới trướng Nobunaga là Ōta Gyūichi (太田牛一 (Thái Điền Ngưu Nhất)) lưu giữ bên mình. Shinchō Kōki gói gọn các sự kiện từ năm 1568, khi Nobunaga bước chân vào kinh thành Kyoto, cho đến khi ông qua đời vào năm 1582. Bộ sử này bao gồm cả thảy 16 tập và được giới sử học coi là "chép đúng sự thật hoàn toàn" và "đáng tin cậy". Có một số bản thảo với các tiêu đề khác nhau, chẳng hạn như Azuchiki (安土記 (An Thổ ký)) và Shinchōki (信長記 (Tín Trường ký)). Tác phẩm này không chỉ thường được trích dẫn về các chủ đề liên quan đến Nobunaga, mà còn về những đề tài khác, chẳng hạn như trà đạo.
Phản ánh sự nổi tiếng của Oda Nobunaga, các phiên bản biên niên sử này đều viết lại bằng tiếng Nhật hiện đại đã cùng nhau bán được gần mười nghìn bản.